# Тран, Мервин
Мервин Тран (англ. Mervin Tran; род. 22 сентября 1990, Реджайна, Канада) — фигурист, выступающий в парном катании. В разное время представлял Японию, Канаду и США. Основных успехов в карьере добился в паре с Наруми Такахаси, с которой был четырёхкратным чемпионом Японии (2009—2012) и бронзовым призёром чемпионата мира (2012).
Затем на протяжении одного сезона катался с Наташей Пурич, пара заняла четвёртое место чемпионата Канады (2014). Со следующей партнёршей Мариссой Кастелли дважды становился призёром чемпионата США — бронза (2016) и серебро (2017). После чего образовал спортивную пару с Оливией Серафини, став с ней участником Гран-при США (2020).

## Карьера
Родители Мервина Трана — этнические китайцы — были беженцами из Вьетнама и Камбоджи. Мервин Тран начал кататься на коньках в возрасте четырёх лет. Первоначально он был одиночником. В 2007 году он был 9-м на чемпионате Канады в категории «новички».
В 2007 году он перешёл в парное катание и стал представлять на международной арене Японию вместе с Наруми Такахаси.
Пара Такахаси/Тран дебютировала на международном уровне в юниорской серии Гран-при сезона 2007—2008, в том же сезоне они выиграли национальный юниорский чемпионат и получили право участвовать в чемпионате мира среди юниоров, где заняли 15-е место.
В сезоне 2008—2009 пара впервые прошла отбор для участия в юниорском финале серии Гран-при, затем выиграла «взрослый» чемпионат Японии и значительно улучшила результат на мировом юниорском первенстве (7-е место).
В 2010 году они завоевали серебряную медаль чемпионата мира среди юниоров, и это стало вторым случаем в истории, когда японские парники получили медали чемпионата ИСУ (после серебра 2001 года у Юко Кавагути и Александра Маркунцова).
В 2012 году пара заняла третье место на чемпионате мира в Ницце с суммой 189.69 баллов.
В декабре 2012 года японская федерация официально объявила о распаде пары. С марта 2013 года Мервин Тран выступал в паре с Наташей Пурич, а с мая 2014 — с Мариссой Кастелли. На национальном чемпионате фигуристы финишировали в шестёрке лучших.
В сентябре 2015 года пара дебютировала на международной арене на турнире в Солт-Лейк-Сити, где они были вторыми. В конце октября они выступали на этапе серии Гран-при Skate Canada, где заняли четвёртое место. Далее пара выступала на этапе Гран-при Trophée Bompard, однако, после коротких программ, соревнования были отменены из соображений безопасности (в столице Франции произошла серия терактов). В начале декабря спортсмены на турнире в Загребе выступили не совсем удачно, заняли пятое место и улучшили свои прежние достижения в короткой программе. В январе 2016 года на чемпионате США фигуристы завоевали бронзовые медали.
Новый предолимпийский сезон пара начала в Монреале на турнире Autumn Classic International, где они заняли третье место и превзошли свои прежние спортивные достижения в короткой программе. В середине октября американские фигуристы выступали на домашнем этапе Гран-при в Чикаго, где на Кубке Америки заняли предпоследнее место. В середине ноября американцы выступили на этапе Гран-при в Париже, где на турнире Trophée de France они финишировали в середине турнирной таблицы, при этом превзойдя свои прежние достижения в произвольной программе. В середине января на национальном чемпионате в Канзасе фигуристы выиграли серебряную медаль.
Новый олимпийский сезон американские парники начали в Канаде, где на турнире Autumn Classic International они финишировали рядом с пьедесталом. При этом они сумели улучшить свои прежние достижения в произвольной программе. Через месяц они выступали в серии Гран-при на российском этапе, где пара финишировала предпоследней. В середине ноября пара выступила на французском этапе Гран-при, где они заняли место в середине таблицы. В начале года на национальном чемпионате пара выступила не совсем удачно. Они финишировали только шестыми. После этого пара прекратила своё существование.
После олимпийского сезона 2018 года Тран встал, после распада своей прежней пары, с Оливией Серафини и поменял полностью свою тренерскую команду. Пара впервые дебютировала в октябре 2019 года в Финляндии на Finlandia Trophy, где они уверенно вошли в пятёрку лучших. При этом спортсмены выполнили техминимум для мировых чемпионатов.

## Программы
(с Н.Такахаси)
| Сезон     | Короткая программа                                                             | Произвольная программа                                    | Показательные                  |
| --------- | ------------------------------------------------------------------------------ | --------------------------------------------------------- | ------------------------------ |
| 2011—2012 | «Imagine» Джон Леннон                                                          | «Concerto de Quebec» Андрэ Матьё                          | «I Will Survive» Глория Гейнор |
| 2010—2011 | «Feeling Good» Майкл Бубле                                                     | «El Día Que Me Quieras» Рауль ди Бласио                   | «I Will Survive» Глория Гейнор |
| 2009—2010 | «Farrucas» Пепе Ромеро «Chano Lobato» «Maria Madgalena» Пако Ромеро (фламенко) | Мадам Баттерфляй Джакомо Пуччини в исполнении Ванессы Мэй |                                |
| 2008—2009 | «Din Daa Daa» (ремикс) Георг Кранц и «Seventeen Years» «Ratatat»               | Мадам Баттерфляй Джакомо Пуччини в исполнении Ванессы Мэй | «Shout» The Isley Brothers     |
| 2007—2008 | «Shout and Feel It» Джеймс Хорнер                                              | «Самурай» из шоу «Le Rêve» Benoit Jutras                  |                                |

## Результаты
| Результаты выступлений за Японию с Наруми Такахаси |       |       |       |       |       |
| Соревнования                                       | 07/08 | 08/09 | 09/10 | 10/11 | 11/12 |
| Международные                                      |       |       |       |       |       |
| Чемпионат мира                                     |       |       |       | 9     | 3     |
| Четыре континента                                  |       |       | 5     | 7     | 5     |
| Финал Гран-при                                     |       |       |       |       | 6     |
| Гран-при Канады                                    |       |       |       |       | 4     |
| World Team Trophy                                  |       |       |       |       | 1     |
| Гран-при России                                    |       |       |       | 2     |       |
| Гран-при Японии                                    |       |       | 8     | 3     | 2     |
| Международные среди юниоров                        |       |       |       |       |       |
| Чемпионат мира                                     | 15    | 7     | 2     | 3     |       |
| Финал Гран-при                                     |       | 7     | 2     | 1     |       |
| Гран-при Польши                                    |       |       | 1     |       |       |
| Гран-при США                                       |       |       | 3     |       |       |
| Гран-при Мексики                                   |       | 4     |       |       |       |
| Гран-при Британии                                  |       | 3     |       | 2     |       |
| Гран-при Германии                                  | 6     |       |       | 2     |       |
| Гран-при Эстонии                                   | 12    |       |       |       |       |
| Национальные                                       |       |       |       |       |       |
| Чемпионат Японии                                   |       | 1     | 1     | 1     | 1     |
| ЧЯ среди юниоров                                   | 1     |       |       |       |       |

| За Канаду с Наташей Пурич |       |
| Соревнования              | 13/14 |
| Международные             |       |
| Четыре континента         | 5     |
| Гран-при Франции          | 6     |
| Nebelhorn Trophy          | 6     |
| Национальные              |       |
| Чемпионат Канады          | 4     |

| Выступления за США с Мариссой Кастелли |       |       |       |       |
| Соревнования                           | 14/15 | 15/16 | 16/17 | 17/18 |
| Международные                          |       |       |       |       |
| Четыре континента                      |       | 6     |       |       |
| Гран-при Франции                       |       | 6     | 5     | 6     |
| Гран-при России                        |       |       |       | 7     |
| Гран-при США                           |       |       | 7     |       |
| Гран-при Канады                        |       | 4     |       |       |
| Золотой конёк                          |       | 5     |       |       |
| U.S. Classic                           |       | 2     |       |       |
| Autumn Classic                         |       | 2     | 3     | 4     |
| Национальные                           |       |       |       |       |
| Чемпионат США                          | 6     | 3     | 2     | 6     |

| В паре с Оливией Серафини за США |       |       |       |
| Соревнования                     | 18/19 | 19/20 | 20/21 |
| Международные                    |       |       |       |
| Гран-при США                     |       |       | 6     |
| Finlandia Trophy                 |       | 5     |       |
| Золотой конёк                    |       | 7     |       |
| Национальные                     |       |       |       |
| Чемпионат США                    | 13    | 7     | 6     |